# Nininha Gregori
Nininha Gregori (ur. 20 stycznia 1925 w São Paulo) – brazylijska kompozytorka.

## Życiorys
Uczyła się muzyki u Hansa-Joachima Koellreuttera, przebywała w Darmstadt w 1951 roku. Została wyróżniona przez jury Międzynarodowego Towarzystwa Muzyki Współczesnej w Londynie w 1951 roku. Jest jedną z trzech Brazylijek, które zostały ujęte w opracowaniu z 1971 roku dotyczącym historii muzyki brazylijskiej autorstwa Marii da Conceição Rezende (pozostałe to Esther Scliar i Carmen Sylvia Vieira de Vasconcellos).

## Twórczość
Komponowała w technice dwunastotonowej. Wybrane utwory:
- 3 utwory na orkiestrę kameralną[1]
- Trio na flet, skrzypce i altówkę[1]
- Pieśni na sopran, instrumenty dęte drewniane i czelestę[1]
- Quatro líricas grecas (1950)[2][6]
- Dos piezas madí para piano (1950)[7]
- Cenas brasileiras na fortepian[8][9]
- Cenas infantis na fortepian[9]